# Exocentrus vittatus
Exocentrus vittatus es una especie de escarabajo longicornio del género Exocentrus, subfamilia Lamiinae. Fue descrita científicamente por Fisher en 1932.
Se distribuye por India. Mide 4,6-6 milímetros de longitud. El período de vuelo ocurre en los meses de mayo, julio, septiembre y octubre.